# Pic Coronet
Le pic Coronet, Coronet Peak en anglais, est un sommet culminant à 1 651 m d'altitude à Otago en Nouvelle-Zélande. Il donne son nom à la station de sports d'hiver de Coronet Peak, située à 18 kilomètres au nord-est de la ville de Queenstown et à sept kilomètres à l'ouest-nord-ouest d'Arrowtown.

## Domaine skiable

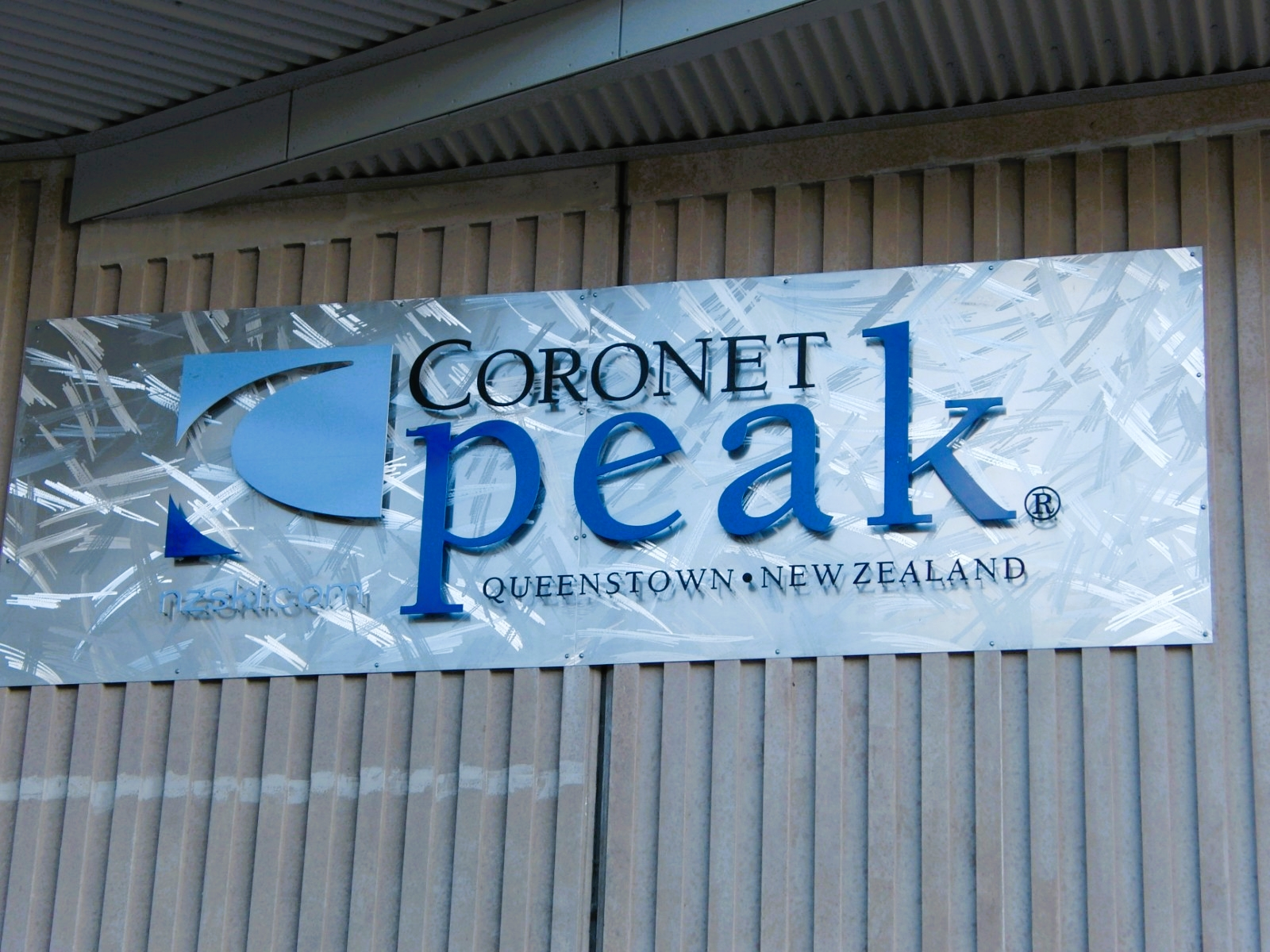
Logo de la station

The Peak est l'une des stations de ski les plus populaires de Nouvelle-Zélande en raison de sa proximité avec la ville de Queenstown, de ses terrains variés et de ses installations de qualité, offrant deux télésièges à grande vitesse à six places et un télésiège à grande vitesse pour débutants. La vue depuis le domaine skiable vers le sud sur le lac Wakatipu et le plus petit lac Hayes à proximité contribue également au succès de la montagne. Coronet Peak est à seulement 25 minutes de Queenstown. La station de Coronet Peak offre une longue saison de ski, une neige de bonne qualité et des remonte-pentes.
Coronet Peak est une station réputée pour sa neige abondante, elle en reçoit environ 2 m par an. La saison s'étend généralement de début juin à début octobre ou fin septembre. C'est l'un des seuls domaines skiables de Nouvelle-Zélande à proposer du ski de nuit les mercredis, vendredis et samedis soir de juillet à mi-septembre, et avec First Tracks, fonctionnant entre 8 h et 9 h, offre un créneau plus calme avant que la fréquentation ne s'intensifie pendant la journée. Coronet Peak (et les montagnes voisines) sont des endroits populaires pour les voyages scolaires en raison de leurs nombreuses installations. Les enfants âgés de six ans et moins bénéficient de forfaits journaliers gratuits.

## Histoire
Le domaine est le premier domaine skiable commercial de Nouvelle-Zélande et a été ouvert en 1947 avec un seul câble de remorquage. Le pionnier du tourisme Harry Wigley de la renommée de la compagnie Mount Cook Airline a mandaté Bill Hamilton pour concevoir et construire cette remontée mécanique. Avec la croissance du nombre de visiteurs, le domaine a introduit les premiers télésièges doubles puis triples de Nouvelle-Zélande et, en 1994, le deuxième télésiège quadruple à grande vitesse.
En 2002, le Mount Cook Group a vendu Coronet Peak et les Remarkables à un consortium d'hommes d'affaires de Queenstown, maintenant NZSki Ltd, qui a également acheté le mont Hutt.
Pour la saison 2008, NZSki Ltd a investi plus de 30 millions de dollars dans un nouveau bâtiment de base et 141 nouveaux canons à neige.
La saison 2009 s'est ouverte avec de nouveaux équipements d'enneigement, de nouvelles dameuses et un téléski destiné aux enfants.
La saison 2010 a vu le télésiège double Meadows remplacé par un télésiège quadruple détachable doté d'une barre de sécurité auto-abaissante et de dispositifs de retenue adaptés aux enfants.

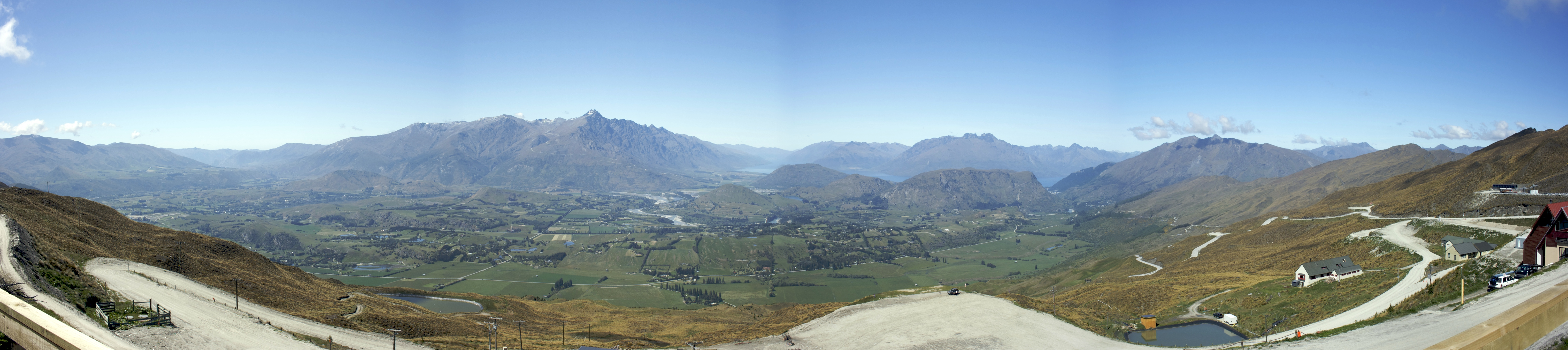
Vue panoramique depuis le sommet du pic Coronet.